# Cnestis macrantha
Cnestis macrantha är en tvåhjärtbladig växtart som beskrevs av Henri Ernest Baillon. Cnestis macrantha ingår i släktet Cnestis och familjen Connaraceae. Inga underarter finns listade i Catalogue of Life.